# Marseilles 2:a arrondissement
Marseilles 2:a arrondissement (franska: 2e arrondissement de Marseille) är ett administrativt distrikt i den franska staden Marseille, beläget vid kusten norr om stadens gamla hamn. Befolkningen uppgick till 24 724 invånare år 2012. Tillsammans med Marseilles 3:e arrondissement utgör de båda arrondissementen Marseilles 2:a sektor, med stadsdelsfullmäktige, borgmästare och stadsdelsförvaltningen gemensamma för båda arrondissementen.
Administrativt underindelas arrondissementet i de administrativa kvarteren (quartiers): Arenc, Les Grands-Carmes, Hôtel-de-Ville och La Joliette.
Det andra arrondissementet innehåller bland annat Marseilles äldsta stadsdelar i det område som kallas Le Panier, samt större delen av Marseilles moderna hamn. Till de mer kända byggnaderna hör Marseilles stadshus, Marseilles katedral, skyskrapan Tour CMA-CGM och museerna MuCEM, Vieille Charité och Villa Méditerranée.